# Владимировці
Владими́ровці (болг. Владимировци) — село в Разградській області Болгарії. Входить до складу общини Самуїл.

## Населення
За даними перепису населення 2011 року у селі проживали 1127 осіб.
Національний склад населення села:
| Національність   | Кількість осіб | Відсоток |
| ---------------- | -------------- | -------- |
| турки            | 1017           | 93,9%    |
| болгари          | 56             | 5,2%     |
| цигани           | 7              | 0,6%     |
| Всього відповіли | 1083           |          |

Розподіл населення за віком у 2011 році:
Динаміка населення: